# Rolling Thunder
 Rolling Thunder  és una pel·lícula estatunidenca dirigida per John Flynn, estrenada el 1977.

## Argument
Charles Rane és un veterà de l'exèrcit. Considerat com un heroi de guerra per la seva ciutat, tothom li ofereix molts regals. Una banda de lladres hi veu l'ocasió d'enriquir-se. Ataquen la casa de Charles Rane.

## Repartiment
- William Devane: Major Charles Rane
- Tommy Lee Jones: Cpl. Johnny Vohden
- Linda Haynes: Linda Forchet
- James Best: Texan
- Dabney Coleman: Maxwell

## Al voltant de la pel·lícula
- En homenatge a aquest film, Quentin Tarantino va batejar la seva companyia distribuïdora: Rolling Thunder Pictures.